# Michel Lambert (homme politique)
Pour les articles homonymes, voir Michel Lambert et Lambert.
Michel Lambert, né le 9 octobre 1942, est un homme politique français.

## Détail des fonctions et des mandats
Mandats parlementaires
- 21 juin 1981 - 1er avril 1986 : Député de la 3e circonscription de l'Orne
- 16 mars 1986 - 14 mai 1988 : Député de l'Orne
- 12 juin 1988 - 1er avril 1993 : Député de la 3e circonscription de l'Orne

Autres mandats
- Conseiller général de 1979 à 1992.
- Maire de Flers de 1989 à 2001.